# Osinák africký
Osinák africký (Atherurus africanus) je africký hlodavec z čeledi dikobrazovitých. Jeho domovem je široký pás tropické Afriky od Guineje na západním pobřeží až po Keňu na východě. Přestože ho domorodci loví pro potravu, je díky svému rozšíření považován Mezinárodním svazem ochrany přírody (IUCN) za málo dotčený druh.

## Popis
Osinák má protáhlé štíhlé tělo s krátkýma nohama a bez ocasu dorůstá délky 40–50 cm. Dospělý jedinec váží asi 3 kg. Na rozdíl od ostatních dikobrazovitých má menší a lehčí ostny, které mu vyrůstají jen na zadní části hřbetu. Zbytek těla pokrývají krátké ploché štětiny. Ocas je dlouhý a šupinatý a je zakončen štětkou tuhých chlupů, které mohou, když jimi zvíře potřásá, vydávat šustivý zvuk.

## Rozšíření
Osinák africký žije v oblasti tropického deštného lesa na území Beninu Kamerunu, obou konžských republik, Rovníkové Guineje, Gabonu, Gambie, Ghany, Pobřeží slonoviny, Keni, Libérie, Sierry Leone, Jižního Súdánu, Toga a Ugandy, až do výšek 3000 m n. m.

## Způsob života
Osináci obývají obvykle výše položené lesy, kde žijí v malých rodinných seskupeních, jež tvoří rodičovský pár a mláďata, celkem asi osm jedinců. O zdroje potravy se může dělit i několik takových rodin. Zaútočí-li na osináka afrického dravec, naježí ostny, takže vypadá, že je dvakrát větší, začne potřásat ocasem, aby chlupy na jeho konci šustily, a dupe nohama. Stejně jako ostatní dikobrazovití se natočí k útočníkovi zády a pokouší se ho zranit svými bodlinami. Je-li třeba, uchylují se osináci před nebezpečím na stromy, neboť dovedou obratně šplhat a skákat.
Tito hlodavci jsou noční tvorové, kteří přes den spí v norách či ve skalních rozsedlinách. Jsou to býložravci, kteří se živí převážně spadanými listy, květy a plody. V případě nutnosti nepohrdnou ani kořínky. Nacházejí-li se políčka kukuřice, manioku či banánovníků blízko lesa, mohou škodit na úrodě.

### Rozmnožování
Samec a samice vytvoří v době říje pár. Samice je březí déle než samice ostatních hlodavců – asi 100–110 dní – a rodí 1–4 dobře vyvinutá mláďata, která dospívají asi po 2 letech.

## Užití
Domorodci loví osináky ve značném množství jako potravu.

## Chov v zoo
Osinák africký byl na konci roku 2017 v Česku chován v šesti zoologických zahradách. V roce 2018 se stala chovatelem také Zoo Olomouc. Na počátku roku 2020 tak byl chován v sedmi zoo.
- Zoo Brno
- Zoo Dvůr Králové
- Zoo Jihlava
- Zoo Olomouc
- Zoo Ostrava
- Zoo Plzeň
- Zoo Praha

Na Slovensku tento druh chová od roku 2018 Zoo Bojnice. V celé Evropě byl v roce 2018 chován v necelé dvacítce zařízení, na počátku roku 2020 ve 20 zoo, takže české zoo zaujímají významné postavení, když tvoří přibližně třetinu všech veřejných chovatelů.

### Chov v Zoo Praha
Historie chovu v Zoo Praha se začala psát v roce 2007. Na počátku i konci roku 2018 byl chován pár.